# Cesarea de Palestina

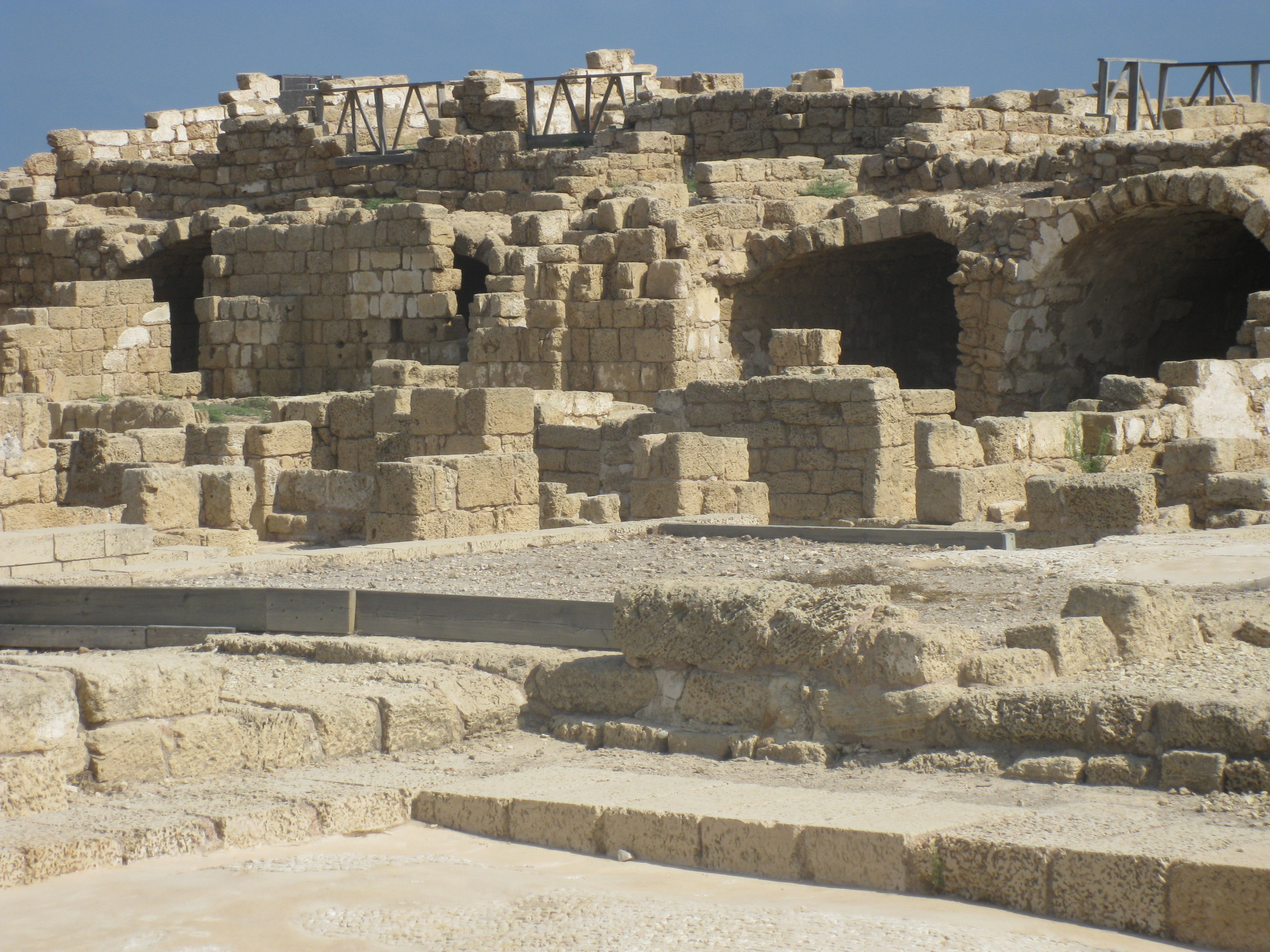
Magatzems de Cesarea

Cesarea de Palestina, o Cesarea Marítima, fou una ciutat de Palestina fundada per Herodes el Gran, que li va donar el nom en honor de Cèsar August. La va edificar (entre el 25 aC i el 13 aC) sobre una ciutat abans anomenada Turris Stratonis a uns 30 km al sud de l'actual Haifa. Especial cura va rebre el port construït a un lloc abans perillós de la costa. Tenia àgora, pretori i altres edificis públics, un temple de Cèsar amb estàtues de l'emperador, un teatre i un circ.
Des del 44 fou la residència del Procurador romà de Judea i també seu dels reis. La seva població era siríaca i no pas jueva.
La ciutat fou un important centre d'estudis bíblics, i des del 190 es te constància d'un arxiu a Cesarea de Palestina on es preservaven les escriptures i documentacions eclesiàstiques, i és Orígenes qui funda la biblioteca durant el bisbat de Teoctiste de Cesarea amb una col·lecció de texts cristians i jueus, i literatura grega, especialment treballs filosòfics i històrics, que havia anat recopilant, i que van servir per donar suport als seus ensenyaments bíblics, va sobreviure per donar eines a Eusebi per als seus ensenyaments. No queden evidencies físiques de la biblioteca de Cesarea, ni cap catàleg de la col·lecció,, de la que es coneixen, per les referències usades en els seus treballs, 288 obres i es creu que podia haver arribat a 400 llibres. La biblioteca es creu que no va sobreviure a la conquesta de Cesarea pels àrabs en 640. Al segle iv fou seu d'un bisbe que el 451 va quedar depenent del patriarca de Jerusalem. Eusebi de Cesarea fou bisbe de Cesarea.
El 640 va ser ocupada pels àrabs després d'un setge i fou considerat un gran èxit per tenir fortificacions poderoses; la tradició va magnificar el nombre de defensors (930.000) contra el d'assetjants (17.000) però el nombre de defensor no passava de 7.000. El setge el va dirigir primer Amr ibn al-As i després Iyad ibn Ghanm; finalment fou Muàwiya, que va substituir al seu germà Yazid que estava malalt, el que la va conquerir el setembre/octubre del 640, després de set mesos encara que en moltes fonts àrabs es diu set anys. Es van fer 4.000 presoners. El califa Abd-al-Màlik ibn Marwan (685–705) va reforçar les defenses igual que a Acre i Tir.
Sota els abbàssides va entrar en decadència fins que Àhmad ibn Tulun va tornar a donar importància a la zona; però a Cesarea mateix (anomenada pels àrabs Kaysariyya) no hi va fer res que se sàpiga i el port es va omplir d'arena. El districte és descrit com a fèrtil però els geògrafs no parlen del port que devia quedar fora d'ús. El 975 els romans d'Orient hi van arribar i la van dominar durant algun temps. Llavors dels jarràhides s'havien establert (971) a la plana costanera a l'entorn de Ramla. El jarràhida Mufàrrij ibn Dàghfal va incrementar el seu poder sota els fatimites i va arribar a instal·lar un anticalifa (1012-1014). El 1024 els fatimites van concedir el govern de Palestina a Muntakhab-ad-Dawla amb l'encàrrec d'eliminar Hàssan ibn Mufàrrij que havia succeït al seu pare.
Els croats la van atacar el 1101 amb suport d'una flota genovesa quan ja Balduí era rei de Jerusalem. Després de la caiguda d'Arsuf el 29 d'abril de 1101 es va iniciar el setge (17 de maig) i la població local mascla fou liquidada i les dones empresonades (el cadi i el governador també foren fets presoners). En el saqueig els genovesos van trobar un recipient de vidre persa de color verd que van pensar que era el Sant Calze i se'l van emportar a Gènova on encara es troba a la catedral de Sant Llorenç (on es coneix com el Sacro Cattino o Calze de Gènova); un terç de la ciutat fou donat als genovesos i el dret de donar a la segona catedral de la ciutat el nom del seu patró sant Llorenç.

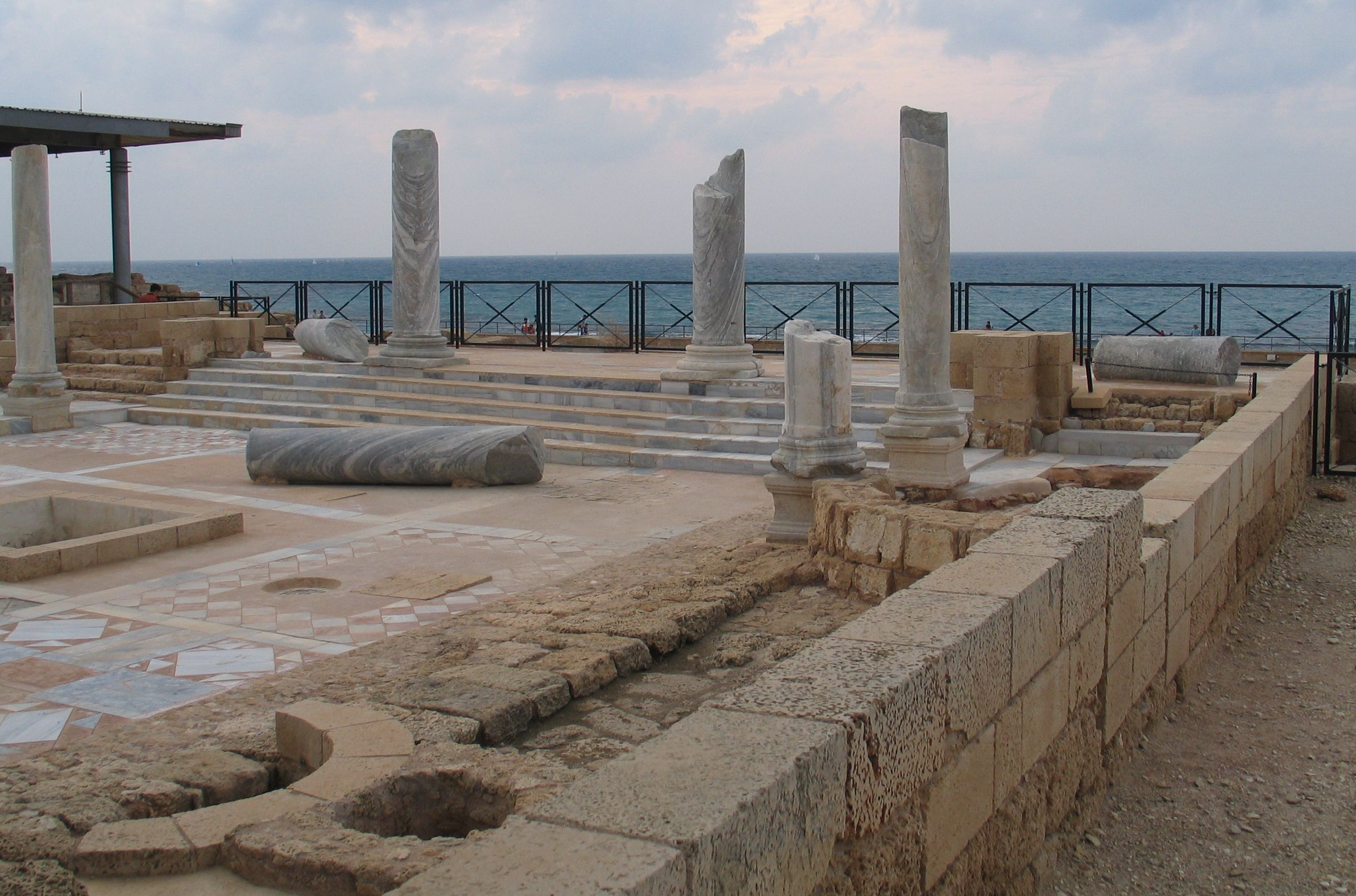
Cesarea Marítima

La senyoria de Cesarea, una de les primeres creades, inicialment donada al bisbe Arpin de Burges, va passar als Garnier el 1110. Un petit port fou construït en part de l'antic, i va arribar a tenir 5000 habitants llatins, xifra considerable.
|
El 1187, després de la batalla d'Hattin i l'ocupació d'Acre, Cesarea fou conquerida pels generals Badr al-Din Dildirim i Ghars al-Din hílid, al servei de Saladí. Aquest en va ordenar el desmantellament; el 1191 fou recuperada per Ricard Cor de Lleó i s'hi va instal·lar una forta guarnició. El 1218 es van reconstruir les fortificacions. El 1220 fou ocupada per l'aiúbida al-Malik al-Muazzam ibn al-Adil (1218-1227) com a distracció mentre els croats assetjaven Damiata, però la flota genovesa ja havia evacuat a tota la població; va restar en mans dels aiúbides fins al 1229 quan pel tractat de Jaffa al-Kamil ibn al-Adil (1218-1238) d'Egipte la va cedir als croats junt amb Jerusalem i altres territoris. El 1250/1251 el rei Lluís IX de França va reforçar les fortificacions que es van acabar l'abril del 1252, incloent una forta muralla a l'entorn de tota la vila, amb una altura de 22 metres.
Després de rebutjar als mongols (1260) els mamelucs van iniciar atacs a Cesarea el 1264 dirigits per Nàssir-ad-Din al-Kaymari. Bàybars I en persona va dirigir la campanya final el 1265; els defensors es van retirar a la ciutadella anomenada pels egipcis al-Khadra, on foren bombardejats; es van iniciar negociacions i el 5 de març de 1265 els assetjats van ser evacuats per mar. Bàybars va ocupar la ciutadella i en va ordenar la destrucció. Va servir de base pels atacs cap a Arsuf i Jaffa (al sud) i contra Athlith i Acre (al nord). Baybars va ordenar substituir la fortalesa per altres més petites i més allunyades de la costa, i la fortalesa de Kakun fou reconstruïda i va ocupar el lloc de Kaysariyya i d'Arsuf.
Kaysariyya va quedar deserta durant quatre segles. Uns pescadors s'hi van instal·lar per un temps al segle xvii; les ruïnes es van utilitzar com a pedrera especialment quan Djazzar Pasha va construir la mesquita a Acre al segle xviii.
El 1884 els otomans hi van establir refugiats turcs de Bòsnia i Hercegovina (que havien estat ocupades per Àustria), però el paludisme feia Kaysariyya un lloc poc habitable i la població fou sempre limitada. Els habitants foren expulsats pels jueus a la guerra del 1948.
El 1873 es va fer la primera excavació arqueològica però de fet fins als anys 1950 i 1960 no es van fer excavacions sistemàtiques i s'han pogut reconstruir parts de la ciutat com el teatre romà i part de les muralles.

## Senyors de Cesarea
- Arpin de Burges, arquebisbe de Cesarea 1101-1110
- Eustaci, senyor de Sidó 1110-1123
- Gualteri I 1123-1154
- Hug 1154-1168
- Amalric 1168-1169
- Gualteri II 1169-1187
- Juliana (senyora) 1187-1217 (1187-1191 nominal)
- Gualteri III 1217-1229 (1220-1229 nominal)
- Joan I 1229-1241
- Julià 1241-1249
- Margarita (senyora) 1249-1264
- Joan II Aleman (consort) 1249-1264
- Nicolau 1264-1265